# Роланд Раценбергер
Роланд Раценбергер (4. јул 1960 — 30. април 1994) је био аустријски возач Формуле 1 који је трагично настрадао на Великој награди Сан Марина 1994. године, на истом такмичењу на којем је трагично изгубио живот и троструки светски шампион, Бразилац Аиртон Сена.